# Esbjergs flygplats
Esbjergs flygplats, danska:Esbjerg Lufthavn, är en flygplats 9 km nordöst om Esbjerg i Danmark. Den öppnade den 4 april 1971 och har en 2 599 m lång och 45 m bred landningsbana med asfaltsbeläggning.
Flygplatsen hade tidigare förbindelse till Stansted Airport med Ryanair, men den förbindelsen har flyttats tillill Billunds flygplats. Den används främst som helikopterflygplats för transporter till olje- och gasplattformar i Nordsjön.

## Flygbolag och destinationer
| Flygbolag                | Destinationer              |
| ------------------------ | -------------------------- |
| BMI Regional             | Aberdeen Airport           |
| DAT Danish Air Transport | Stavangers flygplats, Sola |